# Scotopteryx extrapunctata
Scotopteryx extrapunctata là một loài bướm đêm trong họ Geometridae.